# 시다 모에
시다 모에(일본어: 志田 萌, 2000년 12월 15일~)는 일본의 여자 농구 선수로 포지션은 포인트 가드이다. 현재 한국여자프로농구의 청주 KB 스타즈에서 활동하고 있다.

## 생애
홋카이도 아사히카와시 출신으로 어렸을 때부터 코비 브라이언트(전 LA 레이커스)를 매우 좋아했던 시다는 고교 진학시에 "자신을 강하게 한다"는 의지를 가지고 ‘지역에서 가장 약한 고등학교’였던 현지 홋카이도 아사히카와시의 아사히카와미나미고등학교에 진학했다.
홋카이도 아사히카와미나미고등학교에서는 전국 대회의 경험은 없었지만, 2학년 때에 참가한 IMG 아카데미의 캠프에서 그 재능을 인정받아, 3학년 때의 1월에 도미하여 동아카데미에서 유학했다.
2019년, NJCAA 1부의 SGTC(사우스조지아공과대학)에 진학 후, 포인트 가드로 활약하며 2년 만에 전미 2위 팀으로 이끌었다.
2021년, NCAA 1부의 NMSU(뉴멕시코주립대학)에 편입을 완수했지만, 2년간의 평균 출전 시간은 10분에 그쳤다.
당초 프로가 되기 위해 결과를 남기고 싶던 그녀는, 전학을 가서 1년 더 미국의 대학에서 뛸 생각이었지만, 2023년 여름, W리그(일본여자농구리그) 샹송 화장품 샹송 V 매직의 플레이오프를 보고, 우즈자와 준 감독에게 자신의 플레이 영상을 보내, 2주간의 트라이아웃을 거쳐, 입단의 관문을 통과했다. 입단 후 첫 시즌이었던 2023-24 시즌을 마친 후, 2024년 4월 22일, 자유계약 선수로 공시되었다. 6월 5일, 그녀는 샹송 V 매직을 퇴단하게 되었다는 소식을 알렸고, 농구를 계속해 나가겠다는 뜻을 밝혔다.
2024년 6월 29일, 일본에서 열린 2024-2025 한국여자프로농구 아시아쿼터선수 드래프트에서 2라운드 2순위(전체 8순위)로 KB 스타즈에 지명되어 대한민국 프로무대에 입성하였다.